# Dardania (Anatolia)

Mapa con la situación de Dardania mencionada en las fuentes históricas y cuyo emplazamiento debía ser diferente a la mencionada en la epopeya de la guerra de Troya.

Dardania o Dárdano (en griego antiguo, Δαρδανία, Δάρδανος) es el nombre de una antigua ciudad de la Tróade cuyo emplazamiento, según la tradición mítica, era divergente de la ubicación indicada por fuentes históricas. Harry Thurston Peck, en el Harper's Dictionary of Classical Antiquity de 1898, define a Dardania «como un distrito de la Tróade, extendiéndose a lo largo del Helesponto, al sureste de Abido, y adyacente al territorio de Ilión».

## Tradición mítica
Según la tradición, había sido fundada en el monte Ida por Dárdano, de quien tanto la región como el pueblo tomaron su nombre.
Ilo, uno de sus descendientes, fundó una ciudad llamada Ilión, ciudad más comúnmente llamada Troya. Sin embargo, para Diodoro Sículo, Dárdano fue el primer nombre que tuvo la ciudad de Troya. El reino fue dividido entre Ilión y Dardania.
Su pueblo, los dardanios, aparecen en la guerra de Troya bajo el mando de Eneas, en cerrada alianza con los troyanos, cuyos nombres son con frecuencia intercambiados, especialmente por los poetas romanos. 

## Historia
La Dardania o Dárdano de la tradición mítica, sin embargo, debía estar emplazada en un lugar diferente de la ciudad del mismo nombre que mencionan diversas fuentes históricas. La primera estaba situada en el monte Ida mientras la segunda se ubicaba en la zona de la costa del norte de Troya.
Esta Dárdano es mencionada por Heródoto como uno de los territorios del Helesponto conquistados por el persa Daurises después de la Revuelta jónica, hacia el año 498 a. C.
Años más tarde formaba parte de la Liga de Delos puesto que aparece en los registros de tributos a Atenas entre los años 451/0 y 429/8 a. C., además de en el registro de evaluación de tributos del año 425 a. C.
Tucídides la menciona en la parte final de la guerra del Peloponeso, en el año 411 a. C. donde fue marco de operaciones de una de las batallas entre la flota espartana y la de la Liga de Delos, la batalla de Cinosema, donde vencieron estos últimos.
Durante la guerra entre los romanos y Antíoco III, Dárdano, al igual que las ciudades de Eleunte y Retio, enviaron embajadores para poner sus ciudades bajo la protección de Roma. Al final de la guerra, en la Paz de Apamea del año 188 a. C., los romanos declararon a Dárdano como ciudad libre.
Estrabón relata que Dárdano era una antigua fundación que solía ser menospreciada y en determinados momentos históricos algunos reyes habían trasladado la población a Abido pero otros reyes, en cambio, habían vuelto a establecer población en el lugar donde se había fundado.
En Dárdano se firmó en el año 85 a. C. el tratado de paz entre los romanos, comandados por Sila y Mitrídates VI que puso fin a la primera guerra mitridática.